# Stellaria congestiflora
Stellaria congestiflora är en nejlikväxtart som beskrevs av Hiroshi Hara. Stellaria congestiflora ingår i släktet stjärnblommor, och familjen nejlikväxter. Inga underarter finns listade i Catalogue of Life.